# Blainvillea brasiliensis
Blainvillea brasiliensis là một loài thực vật có hoa trong họ Cúc. Loài này được (Nees & Mart.) S.F.Blake mô tả khoa học đầu tiên năm 1925.